# Batracomorphus thestor
Batracomorphus thestor är en insektsart som beskrevs av Knight 1983. Batracomorphus thestor ingår i släktet Batracomorphus och familjen dvärgstritar. Inga underarter finns listade i Catalogue of Life.